# 北條英時
北條英時（日语：／ Hōjō Hidetoki，？—1333年7月7日）是日本鎌倉時代末期北條氏一門，鎌倉幕府最後一任的鎮西探題，父親是赤橋流的北條久時，兄長是最後一任執權的北條守時之弟。又名赤橋英時。

## 生涯
元亨元年（1321年）12月25日，英時接替阿曾随時出任鎮西探題而前往博多上任。
鎌倉幕府討幕運動蔓燃至九州後，英時在正慶2年或元弘3年（1333年）3月13日奉後醍醐天皇之命，聯同少貳貞經和大友貞宗消滅了來犯的菊池武時，並且讓其養子肥前守護北條高政追擊菊池氏和阿蘇氏等反幕府勢力，同年3月26日又命松浦氏攻擊在大隅、野邊和澀谷等的倒幕勢力。鑑於博多的守備薄弱，英時便在4月7日召集安藝的三池氏等前往博多駐守。
然而在5月7日，足利尊氏攻陷六波羅探題所在地京都的消息傳至九州後，原本臣服於英時的貞經、貞宗和島津貞久等相繼倒戈。英時力戰不敵，在5月25日於博多金澤種時等一族約240名或340名自殺，而三日後得宗北條高時等主要北條一門則在鎌倉自殺，鎌倉幕府就此滅亡。

## 個人
英時精於和歌，其作品收錄於《松花和歌集》、《續現葉和歌集》和《臨永和歌集》等，為鎌倉時代末期九州二條派和歌界的核心人物。另外，英時在任探題期間發出的約100封書信，留傳至今成為重要的史料。
作家吉川英治在《私本太平記》中提到：「在難治之地九州出任探題職務達10年以上，可見英時的能力和人望遠勝於人。其後足利尊氏在九州重振勢力時，也許是作為英時之義弟（尊氏正室赤橋登子是英時之妹）這一點牽動了九州各豪族。」